# Ходорович Микола Олександрович
Мико́ла Олекса́ндрович Ходоро́вич (6 грудня 1857 — † 21 липня 1936) — генеральний значковий Армії Української Держави.

## Життєпис
Народився в Києві. Закінчив Київське реальне училище, 2-ге військове Костянтинівське училище (1879). Вийшов прапорщиком до лейбгвардії Литовського полку (Варшава). Закінчив Миколаївську академію Генерального штабу за 1-м розрядом (1890), служив на штабних посадах у Варшавському і Київському військових округах. З 5 квітня 1898 — полковник. З 30 березня 1894 — начальник штабу 33-ї піхотної дивізії (Київ). З 4 березня 1904 — командир 165-го піхотного Луцького полку (Київ). З 22 листопада 1904 — начальник етапу 3-ї Маньчжурської армії. З 25 лютого 1905 р. — генерал-майор, начальник штабу Одеського військового округу. З квітня 1916 по 12 травня 1917 командував Київським військовим округом. У 1917 р. став генералом від інфантерії.
Підтримував український військовий рух у російській армії, за що був усунутий з посади. З 2 липня 1918 р. був на обліку армії Української Держави.
Після зайняття Києва денікінцями перебував у розпорядженні ЗСПР. Емігрував з Криму в листопаді 1920 року з армією Врангеля. Спочатку проживав у Дубровнику (Королівство СХС), а в 1922 переїхав до Праги. 
Помер у Празі. Похований на Ольшанському цвинтарі.

## Вшанування
28 травня 2011 року у мікрорайоні Оболонь було відкрито пам'ятник «Старшинам Армії УНР — уродженцям Києва». Пам'ятник являє собою збільшену копію ордена «Хрест Симона Петлюри». Більш ніж двометровий «Хрест Симона Петлюри» встановлений на постаменті, на якому з чотирьох сторін світу закріплені меморіальні дошки з іменами 34 старшин Армії УНР та Української Держави, які були уродженцями Києва (імена яких вдалося встановити історикам). Серед іншого вигравіруване й ім'я Миколи Ходоровича.